# Resident Evil (serie televisiva)
Resident Evil è una serie televisiva statunitense del 2022 creata da Andrew Dabb, ispirata dall'omonima serie di videogiochi.
Il 26 agosto 2022, Netflix ha annunciato la cancellazione della serie.

## Trama
La serie si sviluppa attorno a due linee temporali: la prima di queste coinvolge due sorelle di 14 anni, Jade e Billie Wesker, che dopo essersi trasferite a New Raccoon City, si rendono conto che il loro padre potrebbe nascondere oscuri segreti che potrebbero distruggere il mondo; mentre la seconda sequenza temporale è ambientata quattordici anni dopo, quando sulla Terra sono rimasti solo 300 milioni di esseri umani, a causa del Virus T.

## Episodi
| Stagione       | Episodi | Pubblicazione originale | Pubblicazione Italia |
| -------------- | ------- | ----------------------- | -------------------- |
| Prima stagione | 8       | 2022                    | 2022                 |

## Personaggi e interpreti
- Albert Wesker, interpretato da Lance Reddick[4]
- Jade Wesker, interpretata da Ella Balinska[4]
- Jade Wesker (da giovane), interpretata da Tamara Smart[4]
- Billie Wesker, interpretata da Adeline Rudolph[4]
- Billie Wesker (da giovane), interpretata da Siena Agudong[4]
- Evelyn Marcus, interpretata da Paola Nunez.
- Yen, interpretato da Mpho Osei Tutu
- Roth, interpretato da Anthony Oseyemi
- Guardia, interpretata da Marisa Drummond
- Susana Franco, interpretata da Lea Vivier
- Arjun Batra, interpretato da Ahad Raza Mir[5]

## Produzione
Nel gennaio 2019 è stato reso noto che Netflix aveva iniziata a lavorare a una serie televisiva basata sul franchise di Resident Evil. La serie è stata confermata ufficialmente il 27 agosto 2020 da Andrew Dabb, che lo stesso giorno ha pubblicato la prima pagina della sceneggiatura del primo episodio.

### Riprese
La produzione ha subito alcuni mesi di ritardo a causa della pandemia di COVID-19. Le riprese principali si sono svolte da febbraio a luglio 2021.

## Promozione
Il teaser è stato diffuso online il 12 maggio 2022, mentre il trailer completo è stato pubblicato il 6 giugno successivo.

## Distribuzione
La prima stagione è stata distribuita su Netflix il 14 luglio 2022.

## Accoglienza

### Critica
La serie ha ricevuto giudizi generalmente negativi da parte dalla critica. Sull'aggregatore di recensioni Rotten Tomatoes ottiene il 50% delle recensioni professionali positive, con un voto medio di 5,8 su 10 basato su 36 critiche, mentre su Metacritic ha un punteggio di 53 su 100 basato su 16 recensioni.